# 4173 Thicksten
4173 Thicksten è un asteroide della fascia principale. Scoperto nel 1982, presenta un'orbita caratterizzata da un semiasse maggiore pari a 2,3588673 UA e da un'eccentricità di 0,1199472, inclinata di 4,14316° rispetto all'eclittica.